# تشلي دي سان فيتو
تشلي دي سان فيتو (بالإيطالية: Celle di San Vito)‏ هي بلدية في مقاطعة فودجا في إقليم بوليا الإيطالي.

## السكان
في سنة 1861 بلغ عدد السكان 1٬010 نسمة، وتطور العدد ليصل في سنة 2011 لـ 172 نسمة.
يظهر هذا المخطط البياني تطور النمو السكاني لـ تشلي دي سان فيتو

## توأمة
لتشلي دي سان فيتو اتفاقيات توأمة مع:
- باري